# Claude-François Ménestrier
Claude-François Ménestrier (Lyon, 1631. március 9. – Párizs, 1705. január 21.) francia heraldikus, lyoni jezsuita szerzetes, a királyi udvar kegyence, a chambéryi, vienne-i, grenoble-i, lyoni kollégium tanára.

## Pályafutása
A régiségek iránti vonzalmat a nagybátyjától örökölte, aki Barberini bíboros (VIII. Orbán pápa) könyvtárosa volt és műtárgyakat, valamint érmeket gyűjtött számára. A lyoni jezsuita Szentháromság Kollégiumban tanult, belépett a rendbe és tizenöt évesen már a rétorika tanára volt. Ekkor szerezte a Destinéesde Lyon és a L'autelde Lyon című baletteket, és darabokat rendezett, melyeket XIV. Lajos előtt mutattak be, 1658-as lyoni látogatásakor. Ünnepségeket is rendezett. 1669–70-ben Németországban és Itáliában utazott, majd 1670-től haláláig Párizs]ban élt. Huszonöt évig sikeresen prédikált a fontosabb városokban. Tervezte egy hatalmas összefoglaló mű, a képek filozófiájának megírását.     
A címertan terén jelentős műveket adott ki, amelyekkel heves vitába keveredett Claude Le Laboureurrel, L'ile Barbe prépostjával. Korának egyik legnagyobb heraldikai szaktekintélye volt. 1662 tájától a német tudományos heraldika egyik úttörője, Philipp Jacob Spener (1635-1705) is szoros kapcsolatban állt vele, aki elvetette a címerek pusztán szimbolikus értelmezését. Spener mellett ő helyezte a heraldikát történeti alapra. Ménestrier úgy látta, hogy a heraldika valódi lényegét, az elveszett titkot csak az élő heraldika korából fennmaradt forrásokból lehet megismerni, de ő is korának heraldikai szemlélete alatt állt, ezért kutatásai nem vezettek eredményre.

## Művei
- Veritable art du blason [névtelenül], 1659
- Le temple de la sagesse, ouvert à tous les peuples. Dessein des peintures de la grande cour du collège de la très-sainte Trinité (par le P. Claude-François Ménestrier,...) Lyon : Antoine Molin, 1663
- Relation des cérémonies faites à Grenoble dans le premier monastère de la Visitation, à l'occasion de l'octave de la canonisation de S. François de Sales,... Grenoble : R. Philippes, 1666
- Traité des tournois, joustes, carrousels et autres spectacles publics (par Claude-François Ménestrier). Lyon, 1669
- Éloge historique de la ville de Lyon, et sa grandeur consulaire sous les Romains et sous nos rois par le P. Claude-François Menestrier,... Lyon : B. Coral, 1669
- Origine des armoiries par Cl. Fr. Menestrier. Paris : Th. Amaulry, 1679
- L'alliance sacrée de l'honneur et de la vertu au mariage de monseigneur le Dauphin avec Mme la princesse électorale de Bavière. (Par le P. Claude-Fr. Menestrier.) Paris : R.-J.-B. de La Caille, 1680
- La méthode du blason par Menestrier. Lyon : Th. Amaulry, 1689
- Petit imprimé du p. Menestrier, jésuite sur la chimère des prétendues prophéties de S. Malachie.  Paris : De la Caille, 1689
- Histoire du roi Louis le Grand par les médailles, emblèmes, devises, jetons, inscriptions, armoiries et autres monuments publics, recueillis et expliqués par le père Claude-François Menestrier,... Paris : R. Pépie, 1693. 2e éd.
- La Philosophie des Images Enigmatiques, Lyon : Baritel, 1694
- Histoire civile ou consulaire de la ville de Lyon, justifiée par chartres, titres, chroniques, manuscrits, autheurs anciens & modernes, & autres preuves, avec la carte de la ville, comme elle étoit il y a environ deux siécles. Lyon, Jean-Baptiste & Nicolas de Ville, 1696
- La Nouvelle méthode raisonnée du blason, pour l'apprendre d'une manière aisée, réduite en leçons par demandes et par réponses, par le P. C.-F. Ménestrier.  Lyon : T. Amaulry, 1696
- Projet de l'histoire de l'ordre de la Visitation-de-Sainte-Marie, présenté aux religieuses de cet ordre Par le P. Claude-François Menestrier, de la Compagnie de Jésus. Anneci : Fontaine, 1701